# Muricea horrida
Muricea horrida is een zachte koraalsoort uit de familie Plexauridae. De koraalsoort komt uit het geslacht Muricea. Muricea horrida werd in 1861 voor het eerst wetenschappelijk beschreven door Möbius. 